# Szczołkine
Szczołkine (ukr. Щолкіне) – miasto na Ukrainie, na Krymie.
Założone w październiku 1978 roku, przekształcone z osady budowniczych i pracowników Krymskiej Elektrowni Atomowej.
W roku 1989, po wykonaniu 80% prac, budowę zawieszono. Oficjalnie ze względu na zbyt dużą niestabilność geologiczną tej części Krymu.
Ostatnio dosyć szybko się rozwija, jako kurort nad Morzem Azowskim, rozsławiony przez festiwal muzyki elektronicznej – Music Festival Kazantip. 
Festiwal odbywa się na terenie niedokończonej budowy elektrowni atomowej.
W roku 2008 na terenie budowy rozpoczęto prace nad projektem „parku przemysłowego w miejscowości Szczołkine”. Głównie w celu utworzenia nowych miejsc pracy i rozwoju turystyki.

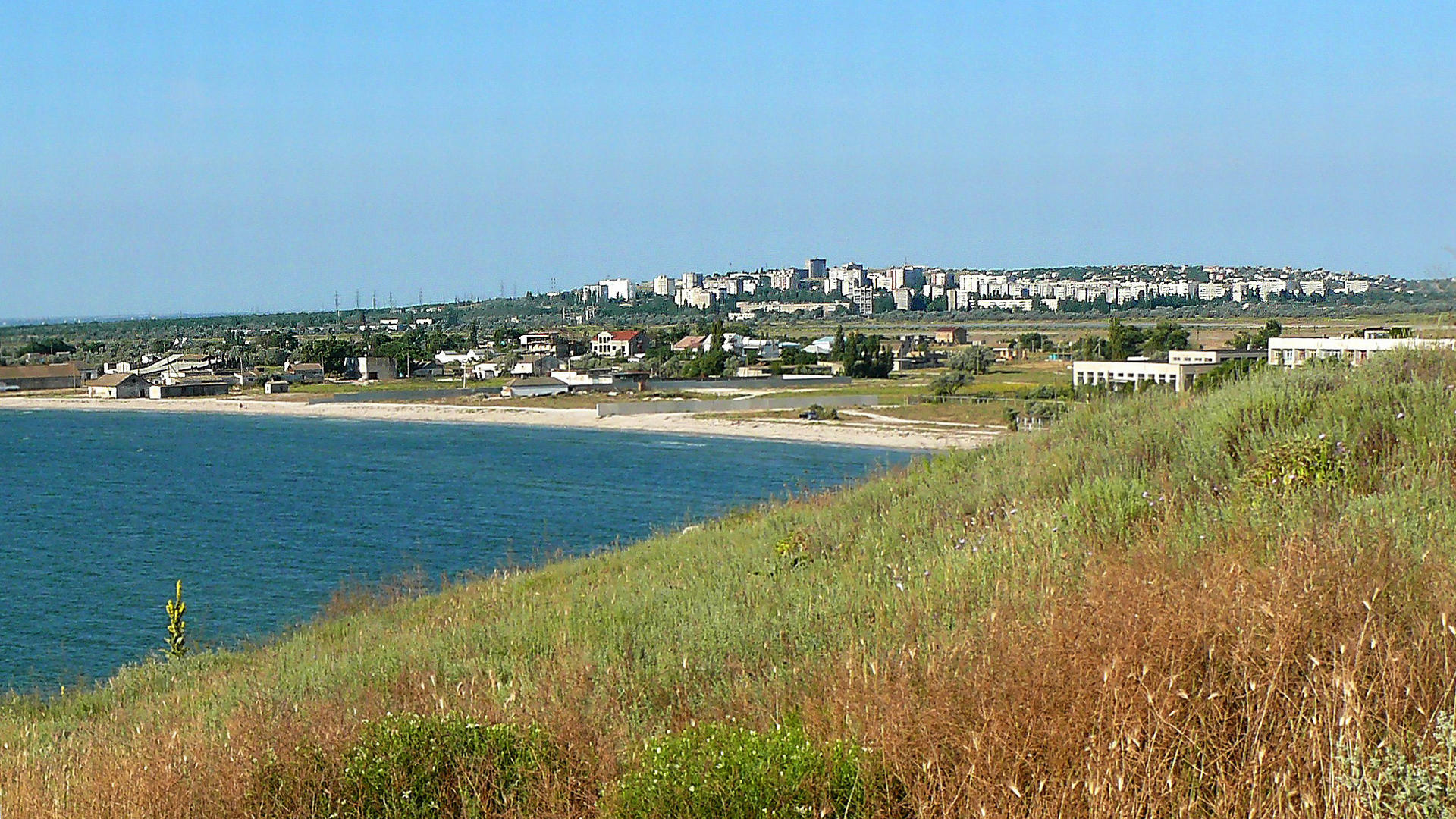
Szczołkine – widok z przylądka Kazantip